# Peronosporaceae
Peronosporaceae es una familia de oomicetos (llamados pseudohongos) que contiene un total de 7 géneros englobando unas 600 especies. En esta familia se incluyen especies que producen los mildius y los mohos azules.
La familia contiene patógenos de plantas obligados. El parasitismo se realiza mediante el uso de haustorio, que son estructuras especializadas que son capaz de penetrar en los tejidos del huésped. Por norma general, suelen parasitar plantas dicotiledóneas.
Los Peronosporaceae tienen cierta importancia económica ya que incluyen especies que tienen relaciones micorrízicas parasitarias con plantas utilizadas en los cultivos agrícolas. Algunos ejemplos de estos tipos de protistas son: Plasmopara viticola, Peronospora tabacina y Bremia lactucae que producen enfermedades en vid, tabaco y lechuga, respectivamente.